# Jos van de Braak
Jos van de Braak (Thorn, 1958) is een hedendaags Nederlands dirigent, arrangeur, musicoloog, klarinettist en muziekuitgever.

## Levensloop
Zijn eerste muziekonderwijs kreeg hij aan de plaatselijke muziekschool. Op 11-jarige leeftijd werd hij klarinettist van het Harmonieorkest "St. Michaël", Thorn en ontwikkelde zich tot soloklarinettist. Hij was een van de initiatiefnemers tot de oprichting van een Jeugdharmonie binnen deze vereniging.
Na het voortgezet onderwijs studeerde hij harmonie- en fanfaredirectie aan het Utrechts conservatorium bij Gerrit Fokkema. In 1982 behaalde hij het praktijkdiploma en tijdens zijn eindexamenconcert dirigeerde hij het Harmonieorkest "St. Michaël", Thorn onder andere in de eerste uitvoering van het werk 835 CMS van de componist/dirigent Hardy Mertens, die dit werk speciaal voor dit concert gecomponeerd heeft. Verder studeerde hij enige jaren muziekwetenschappen aan de Rijksuniversiteit van Utrecht. Ook nam hij deel aan internationale dirigentencursussen in Kerkrade en Rotterdam. Vanaf 1980 is Jos van de Braak actief als dirigent.
In 1982 werd hij dirigent van het Woensels Muziekcorps in Eindhoven. In 1985 werd hij benoemd tot assistent-dirigent bij Harmonieorkest "St. Michaël", Thorn. Sindsdien werkt hij intensief samen met Heinz Friesen. Samen met hem is hij ook benoemd als dirigent van Koninklijke Harmonie "Sophia's Vereeniging", Loon op Zand. Met beide orkesten volgden verscheidene succesvolle concerten.
Aan de Technische Universiteit Eindhoven vervulde hij van 1992 tot en met 2007 de functie van muzikaal leider van het harmonieorkest Auletes van Eindhovens Studenten Muziek Gezelschap Quadrivium.
Vanaf 1996 tot 2003 was van de Braak dirigent van Harmonie "St. Caecilia", Simpelveld waarmee hij onder andere concerteerde in de concertserie Verrassende Ontmoetingen in Tilburg en tijdens het mini-Wereld Muziek Concours in Kerkrade in 1999. Van 1997 tot 2003 was hij eerste dirigent van Muziekvereniging T.O.G. Welten - Heerlen.
Sinds januari 2002 is Jos van de Braak tevens als dirigent verbonden aan de Koninklijke Philharmonie Bocholtz en vanaf april 2003 aan Koninklijke Harmonie Oefening & Uitspanning, Beek en Donk. Verder is hij dirigent van het Zuiderwind blazersensemble.
Daarnaast heeft hij zich toegelegd op het arrangeren van symfonische werken voor harmonieorkest. Inmiddels staan er meer dan 130 arrangementen op zijn naam die inmiddels over de gehele wereld worden uitgevoerd, veelal vanuit zijn eigen uitgeverij.